# XVIII Campeonato Mundial Ecuestre Militar
El XVIII Campeonato Mundial Ecuestre Militar se desarrolló entre los días 1 al 9 de octubre de 2006 en la ciudad de Porto Alegre, Brasil.  Participaron jinetes de Argentina, Bolivia, Brasil, Colombia, Ecuador, Chile, Irlanda, Malasia,  Países Bajos, Polonia, Uruguay y Venezuela.

## Medallero
| Núm. | País      | Oro | Plata | Bronce | Total |
| ---- | --------- | --- | ----- | ------ | ----- |
| 1    | Chile     | 3   | 3     | 1      | 7     |
| 2    | Brasil    | 3   | 2     | 1      | 6     |
| 3    | Ecuador   | 0   | 1     | 0      | 1     |
| 4    | Uruguay   | 0   | 0     | 2      | 2     |
| 5    | Argentina | 0   | 0     | 2      | 2     |